# Meng Meiqi
Meng Meiqi (chino: 孟美岐, pinyin: Mèng Měiqí; Luoyang, Henan, 15 de octubre de 1998) es una cantante china que trabaja bajo las agencias Starship Entertainment y Yuehua Entertainment. Es miembro del grupo femenino surcoreano WJSN. Tras finalizar en el primer puesto del programa de supervivencia chino Produce 101, se convirtió en miembro del grupo de chicas chino Rocket Girls 101. Tras la disolución de este último en 2020, Meiqi continuó sus actividades como solista en China.

## Primeros años
Meng nació el 15 de octubre de 1998 en Luoyang, Henan, China.
Meng estudió en el departamento de Luoyang Foreign Language School's Junior High. Subsecuentemente, cuando tenía 15 años, viajó a Corea del Sur para convertirse en aprendiz.

## Carrera

### 2016-2017: Debut conWJSNy debut como actriz
En diciembre de 2015, Starship Entertainment comenzó a revelar información sobre un nuevo grupo de chicas constituido por cuatro unidades en colaboración con la compañía de entretenimiento china Yuehua Entertainment. Meng, junto con las otras miembros del grupo, lanzaron un cover de "All I Want for Christmas Is You" de Mariah Carey el 21 de diciembre. Debutó oficialmente en WJSN el 25 de febrero de 2016 con su primer miniálbum, Would You Like?. El 21 de diciembre, cantó el tema principal de la película Once Upon a Time in the Northeast, junto a Wu Xin y Ma Li.
En 2017, formó parte del elenco de la película Marna, junto a la miembro de Cosmic Girls Wu Xuanyi, el miembro de Nine Percent y NEX7 Zhu Zhengting y el miembro de UNIQ Zhou Yixuan.

### 2018:Produce 101,debut y controversia conRocket Girls

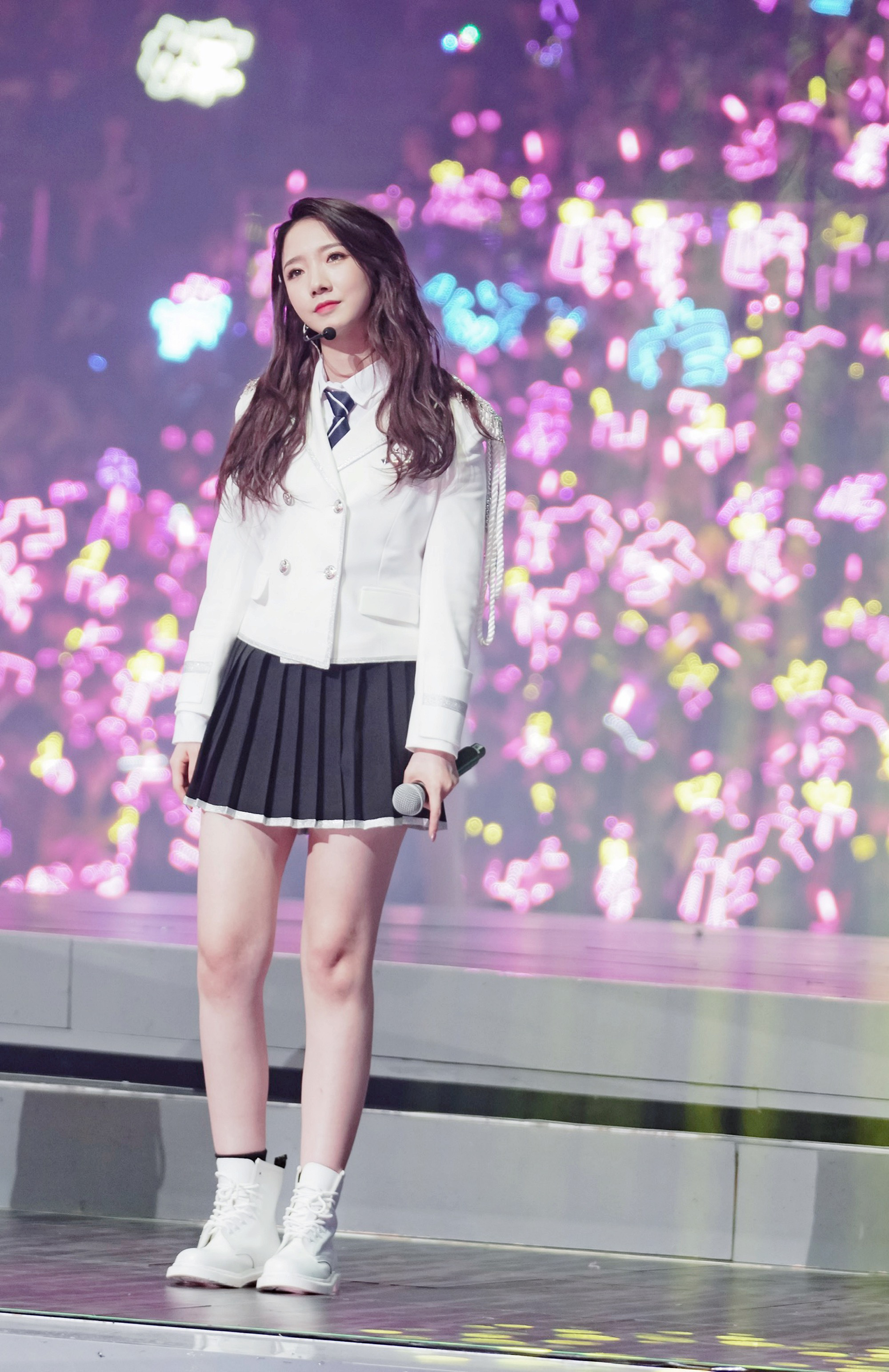
Meng Meiqi durante una presentación con Rocket Girls 101 en Pekín, 2019

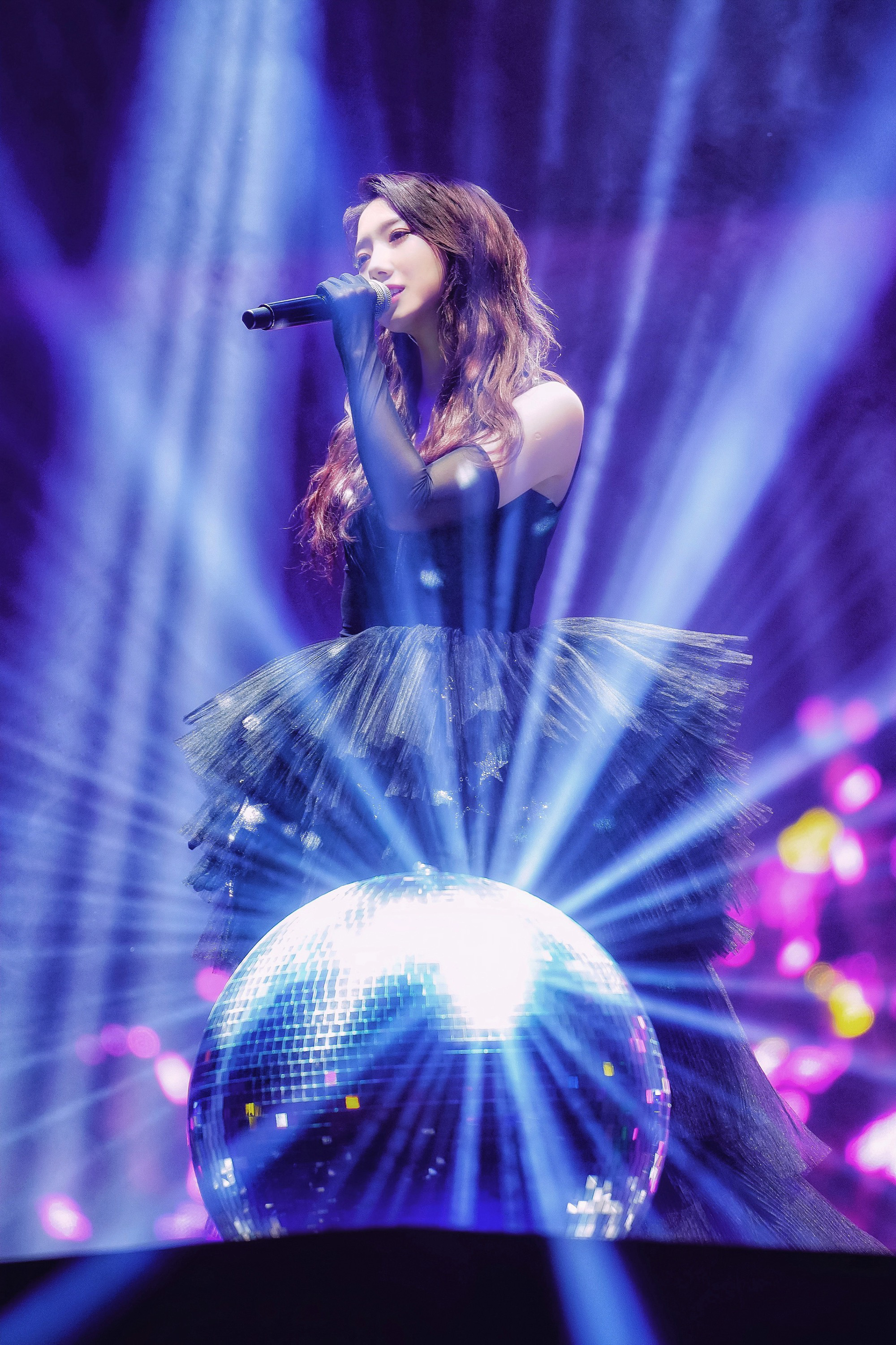
Meng Meiqi en 2019

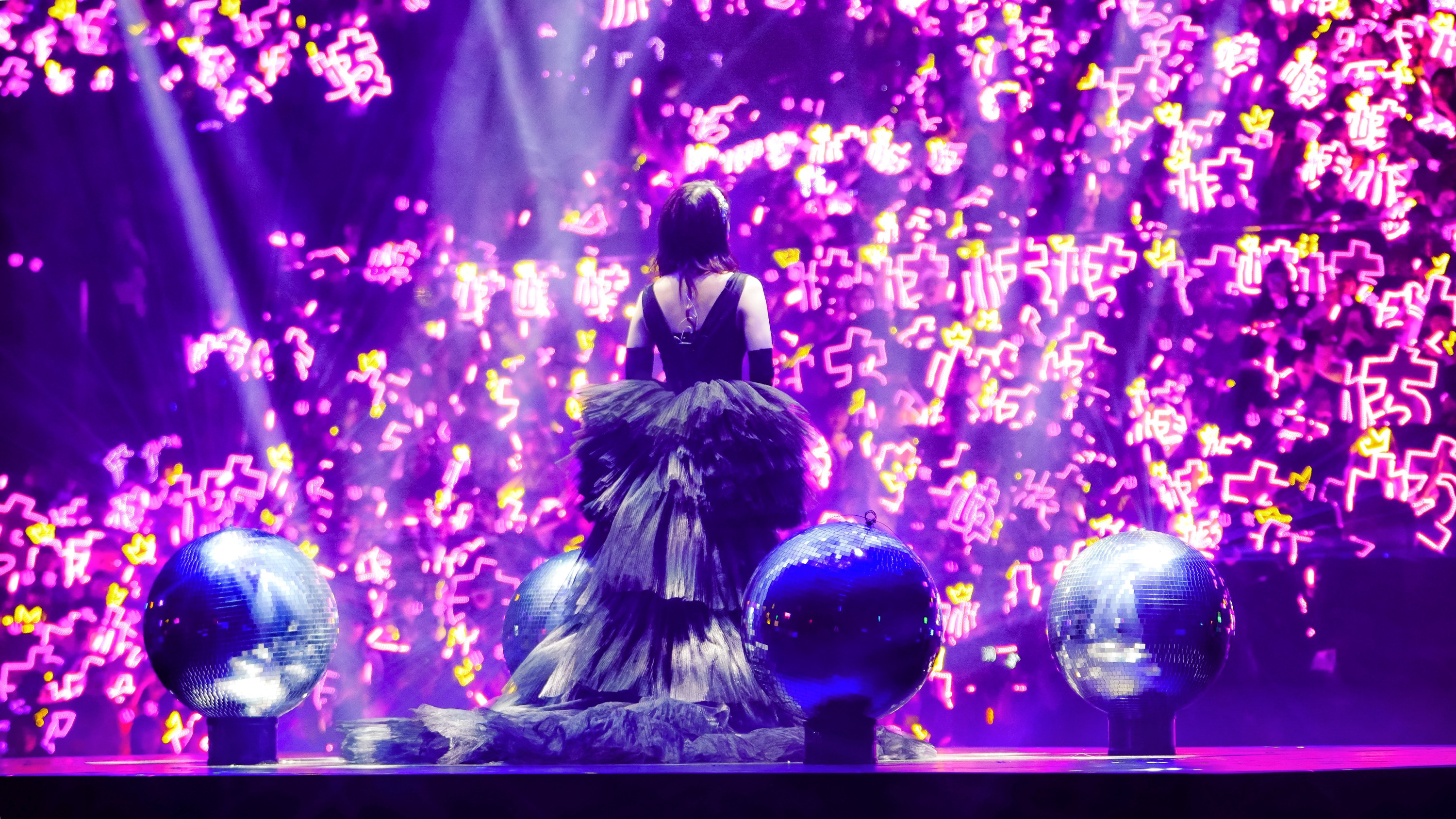
Meng Meiqi durante un concierto en 2019

En marzo de 2018, tanto Starship Entertainment como Yuehua Entertainment confirmaron que Meng y Wu participarían en la versión china del show de supervivencia surcoreano Produce 101. Debido a su participación en el show, abandonaron las promociones restantes del cuarto miniálbum de Cosmic Girls Dream Your Dream. Ambas miembros logaron entrar a la alineación final del grupo de chicas Rocket Girls el 23 de junio de 2018. Consiguió el primer puesto con más de 185 millones de votos, debutando como la "centro" de Rocket Girls. Sin embargo, dado el contrato de dos años del grupo con Tencent, se rumoreó que Meng y Wu no participarían en ninguna actividad en Corea del Sur junto a WJSN. Starship Entertainment enfrentó los rumores aclarando que promocionarían tanto en Cosmic Girls como en Rocket Girls.
El 9 de agosto de 2018, Yuehua Entertainment y Mavericks Entertainment lanzaron un anuncio conjunto declarando que retirarían a Meng junto a Wu y Zhang Zining de Rocket Girls. Meng y Wu retomarían sus actividades con Cosmic Girls. Sin embargo, el 17 de agosto, ambas compañías confirmaron que lograron un acuerdo con Tencent, en el cual Meng Meiqi volvería a Rocket Girls junto a Wu Xuanyi y Zhang Zining.

### 2019: Debut como solista
El 15 de enero de 2019, Meng lanzó su primer sencillo promocional titulado "有种 (Helios)" para la película La Tierra Errante. El 23 de abril, lanzó su primer su primer EP titulado "犟 (Jiang)", junto con su sencillo principal con el mismo nombre. Dentro de los primeros veinte minutos de lanzarse, se convirtió en el álbum digital que más rápido se vendió en QQ Music en 2019, teniendo más de un millón de ventas digitales.
Meng también apareció en una película spin-off de la franquicia Step Up, Step Up: Year of the Dance, como la actriz principal. Formó parte del elenco principal de la película de fantasía Jade Dynasty, una adaptación de la novela de xianxia Zhu Xian. La película se estrenó el 12 de septiembre.

### 2020-presente: Disolución de Rocket Girls 101, salida de WJSN y actividades en solitario
El 23 de junio de 2020, se anunció la disolución de Rocket Girls 101, tras la expiración de su contrato de dos años.
El 30 de octubre, lanzó su segundo EP como solista "Love · Not Love" en NetEase Cloud Music, junto con su sencillo principal "Mute". Las ventas del EP superaron las 1.43 millones de copias a los 8 minutos de su lanzamiento, con ventas acumulativas superiores a los 10 millones.
En 2023, Meng decidió irse de WJSN para continuar con sus proyectos en solitario.

## Discografía

### Extended plays
| Título  | Detalles del álbum | Ventas          |
| ------- | --- | --------------- |
| 犟      | - Lanzado: 23 de abril de 2019 - Discográfica: WAJIJIWA Entertainment, Tencent - Formatos: Descarga digital, streaming Ver lista 1. 犟 (Jiang) 2. 陌生的女孩 (Unfamiliar Girl) 3. 犟 (Instrumental) 4. 陌生的女孩 (Instrumental) | CHN: 2,500,000+ |
| 爱·不爱 | - Lanzado: 30 de octubre de 2020 - Discografía: Yuehua Entertainment - Formatos: Descarga digital, streaming Ver lista 1. MUTE 2. Miss You 3. QUIT                                                                               | CHN: 1,786,343  |

### Sencillos
| Título                                                                                           | Año                    | Posición más alta      | Álbum                                          |
| Título                                                                                           | Año                    | CHN                    | Álbum                                          |
| Como artista principal                                                                           | Como artista principal | Como artista principal | Como artista principal                         |
| ------------------------------------------------------------------------------------------------ | ---------------------- | ---------------------- | ---------------------------------------------- |
| "有种 (Helios)"                                                                                  | 2019                   | 6                      | The Wandering Earth OST                        |
| "犟 (Jiang)"                                                                                     | 2019                   | —                      | 犟                                             |
| "只有你知道 (Only You Know)"                                                                     | 2019                   | —                      | 立风                                           |
| "I Like You"                                                                                     | 2019                   | 42                     | 2019 Hyun Dance Summer Music Season Theme Song |
| Colaboraciones                                                                                   |                        |                        |                                                |
| "毒液前來" (con Yang Chaoyue, Duan Aojuan, Yamy y Sunnee)                                        | 2018                   | —                      | Venom (sencillo promocional)                   |
| "福气拱拱来" (con Wu Xuanyi, Duan Aojuan y Lai Meiyun)                                           | 2019                   | 35                     | Boonie Bears: Blast into the Past OST          |
| "Don't Wait Any More" (con Justin de NEX7)                                                       | 2019                   | —                      | Step Up: Year of the Dance OST                 |
| "C" (con Zhou Zhennan de R1SE)                                                                   | 2020                   | —                      | Colaboración especial                          |
| "—" denota lanzamientos que no se posicionaron en listas o que no fueron lanzados en esa región. |                        |                        |                                                |

## Filmografía

### Películas
| Año  | Título en inglés           | Título en chino      | Rol      | Notas                 | Ref.   |
| ---- | -------------------------- | -------------------- | -------- | --------------------- | ------ |
| 2018 | Marna                      | 初恋的滋味           | Ying Tao | Rol de apoyo          | [ 21 ] |
| 2019 | Autumn In My Heart         | 蓝色生死恋           | Xin Ai   | Rol principal segundo | [ 22 ] |
| 2019 | Jade Dynasty               | 诛仙                 | Bi Yao   | Rol principal segundo | [ 23 ] |
| 2019 | Step Up: Year of the Dance | 舞出我人生之舞所不能 | Xiao Fei | Rol principal         | [ 24 ] |
| 2022 | Breaking Through           | 我心飞扬             | TBA      | Rol principal         | [ 25 ] |

### Programas de televisión
| Year | Title                            | Network       | Notes                                     |
| ---- | -------------------------------- | ------------- | ----------------------------------------- |
| 2016 | Would You Like Girls             | Mnet          | [cita requerida]                          |
| 2017 | Outrageous Roommates             | MBC           | [cita requerida]                          |
| 2017 | WJSN TV                          | JTBC          | [cita requerida]                          |
| 2018 | Idol Star Athletics Championship | MBC           | [ 26 ]                                    |
| 2018 | Produce 101                      | Tencent Video | Concursante. Finalizó en el primer puesto |
| 2019 | The Coming One                   | Tencent Video | Jueza                                     |